# Ренессанс в Польше
Возрождение в Польше (пол. Odrodzenie) началось в конце XV века и продолжалось до начала XVI века. Период Ренессанса считается золотым веком польской культуры. Столетний период без крупных войн позволил этому государству продолжительный период культурного расцвета. Реформация мирно распространялась по всей стране, жизненные условия улучшались, города росли, экспорт сельскохозяйственной продукции обогащал население (особенно шляхту, которая стала доминировать в политической системе Золотой Вольности). 

## Общая характеристика

Станислав XI "Греческий" - Картина неизвестного автора 16 века найденная в Кракове в 2023 году.

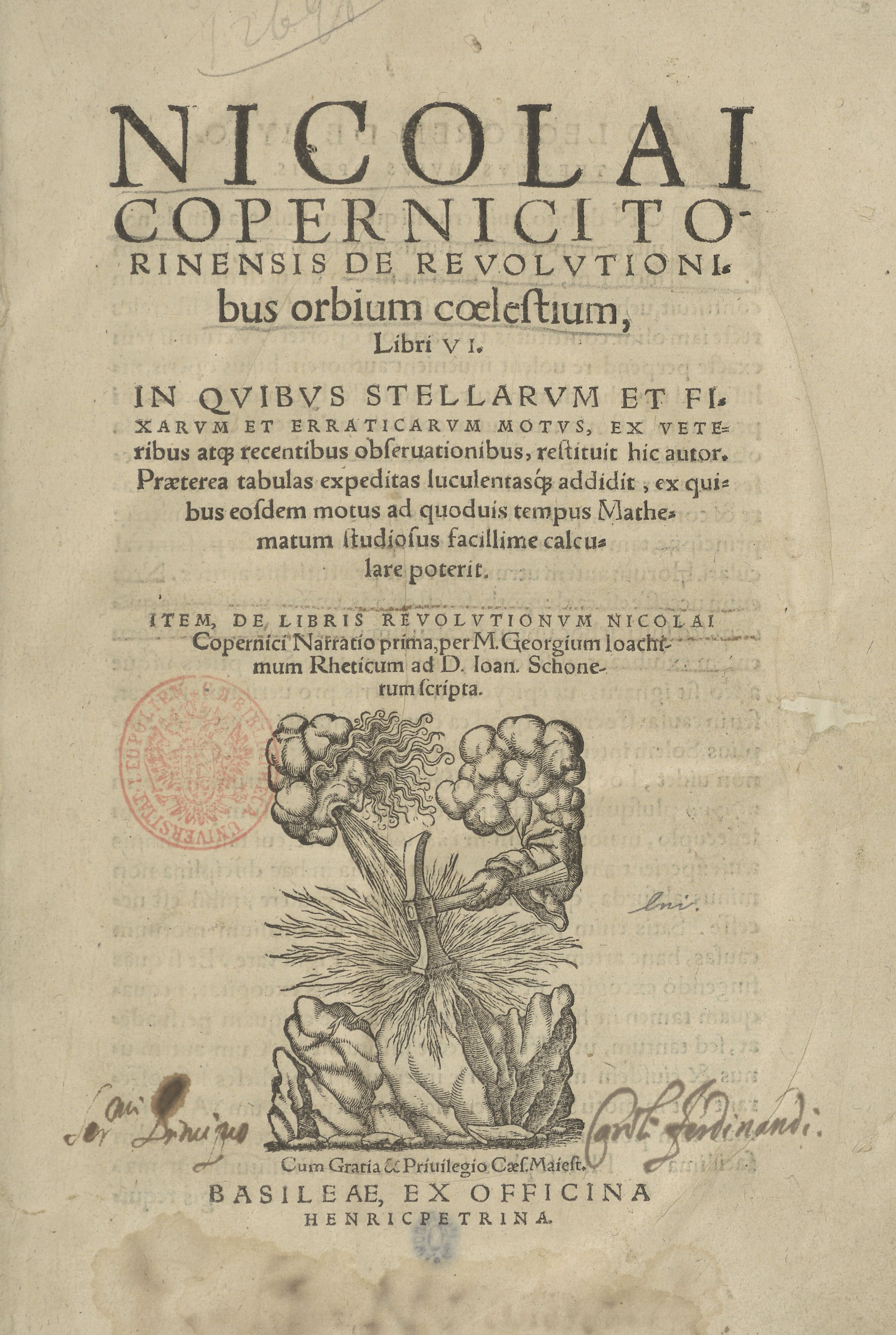
«De revolutionibus orbium coelestium» Николая Коперника

Ренессанс, зародившийся в Италии, начал распространяться в Польше в XV—XVI веках. Это стало результатом переезда в Польшу итальянских художников (Франческо Флорентино, Бартоломмео Беречи, Санти Гучи и др.), торговцев (семья Бонер, Монтелупис) и мыслителей (Каллимах, Филипп) в конце XV века. Большинство из них осели в Кракове, столице Польши до 1611 года.
Идеалы Ренессанса — достоинство человека и сила его разума — были восторженно встречены в Польше. Множество трудов было переведено на польский и латынь с классической латыни, греческого, древнееврейского, а также с современных языков (например, с итальянского). Краковская Академия, один из старейших университетов в мире, переживал свой Золотой Век между 1500-м и 1535-м годом. В первом десятилетии XVI-го века его окончили 3215 студента — рекорд, который был побит лишь в конце XVIII-го века.
Период польского возрождения, благоприятствовавший интеллектуальной деятельности, породил ряд выдающихся художников и ученых. Среди них были Николай Коперник, который в своём труде «De revolutionibus orbium coelestium» («О вращениях небесных сфер») представил гелиоцентрическую теорию Вселенной, Мацей Меховский, автор «Tractatus de duabus Sarmatis» — самого современного и точного географического и этнографического описания Восточной Европы, Бернард Ваповский, картограф, чьи карты региона появились в издании «Географии» Птолемея, Марцин Кромер, который в «De origine et rebus gestis Polonorum libri» описал историю и географию Польши, Анджей Фриц Модржевски философа, Миколай Рей, который популяризировал использование поэзии на польском языке, и Ян Кохановский, чьи стихи на польском языке возвели его в ранг самых известных славянских поэтов.

## Образование и культура

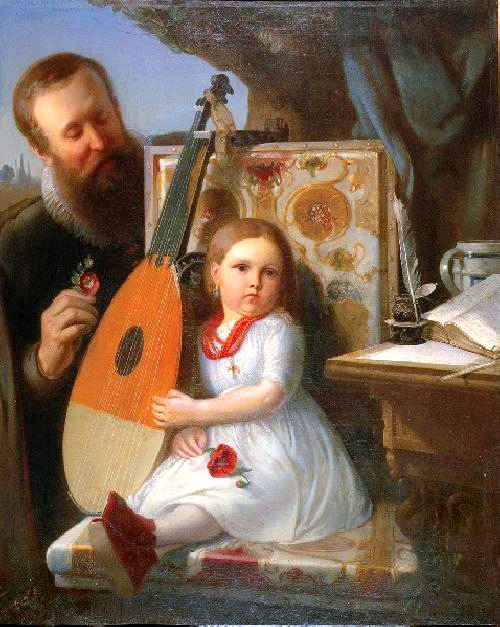
Ян Кохановский, поэт и писатель с любимой дочерью

Молодые поляки, в особенности знать (шляхта), получали образование в воскресных школах (их было более 2500), многочисленных гимназиях и академиях (Краковский университет, Виленский университет, Замойская академия), часто ездили за границу, чтобы завершить своё образование. Польские мыслители, такие как Йохан Дантиск или Ян Ласки, поддерживали контакты с ведущими европейскими мыслителями эпохи Возрождения, такими как Томас Мор, Эразм Роттердамский, Филипп Меланхтон. Польша не только принимала участие в обмене крупных культурных и научных идей и разработок в рамках Западной Европы, но и распространяла наследия Запада (например, книгопечатание, латинский язык и искусства, силлабическое стихосложение в поэзии). На землях Юго-Западной Руси, входивших в польские коронные владения, Ренессанс также получил широкое распространение.
Польский Ренессанс оказал влияние на Киево-Могилянскую академию, а также, через Андрея Белобоцкого — на московскую Славяно-греко-латинскую академию. Первые четыре книги в мире, напечатных кириллицей, были опубликованы в Кракове, в 1491 году, Швайпольтпом Фиолем.

## Архитектура
Существовали многочисленные стимулы для развития искусства и архитектуры. Король Сигизмунд I Старый, который взошел на престол в 1507 году, спонсировал многих художников, и начал крупный проект — под руководством архитектора из Флоренции Бартоломео Береччи — переделать древнюю резиденцию польских королей, Вавель, в современную резиденцию. Рвение Сигизмунда к Ренессансу было поддержано не только его сыном, Сигизмундом II Августом, но и многими богатыми дворянами и мещанами, которые также хотели показать своё богатство, влияние и «подкованность» в культуре. В 1578 году канцлер Ян Замойский начал строительство идеального города Ренессанса, спонсируя создание Замостя (город назван в его честь), который вскоре стал важным административным, коммерческим и образовательным городом эпохи Возрождения Польши. Два крупнейших современных польских города — Краков (который привлёк многих итальянских архитекторов) и Гданьск (который привлёк в основном архитекторов из Германии и Нидерландов) — вероятно, приобрели больше других в эту эпоху, но и многие другие города также получили новые ренессансные постройки.

## Живопись

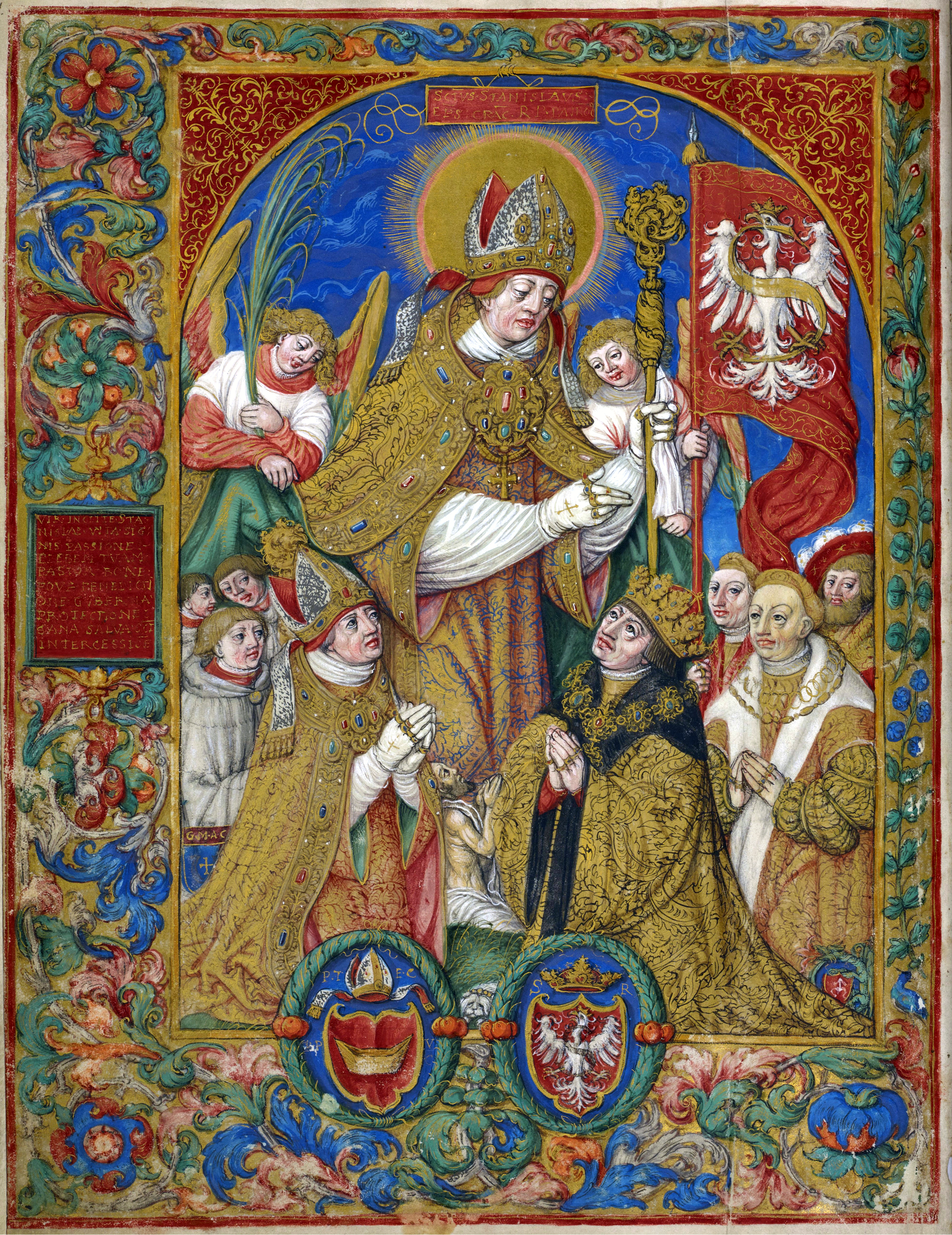
Король Сигизмунд I Старый и епископ Пётр Томицкий преклоняются перед Святым Станиславом, страница из «Времён Сигизмунда I» Станислав Самостжельник

Живопись Ренессанса была представлена в Польше многими художниками-иммигрантами, такими как Лукас Кранах Младший, Ганс Дюрер и Ганс фон Кульмбах, и применена такими польскими художниками, как Марцин Кобер (придворным художником короля Стефана Батория).

## Музыка
Центром музыкальной культуры была королевская резиденцией в Кракове, где королевский двор принимал многих иностранных и местных исполнителей. Наиболее значительные произведения эпохи Возрождения в Польше включают композиции, написанные, как правило, для лютни и органа. Они включают в себя как вокальные, так и инструментальные композиции, от танцев, через полифоническую музыку, и до религиозных ораторий и месс. В 1540 году Ян из Люблина выпустил табулатуры, в которых он собрал наиболее известные европейские произведения для органа. Миколай из Кракова сочинил множество месс, песнопений, песен, танцев и прелюдий. Миколай Гомулка был автором музыкального сопровождения стихов Кохановского (Мелодии для польского Псалтыря). Самый известный польский композитор описываемого периода, Вацлав из Шамотул, признан одним из выдающихся композиторов Ренессанса.

## Книгопечатание
Первая типография была создана в Кракове в 1473 году немецким книгопечатником Каспером Страубом Баварским. Между 1561-м и 1600-м годами семнадцать типографий в Польше публиковали более 120-ти наименований в год, при среднем тираже 500 экземпляров. Первый полный перевод Библии на польский язык был сделан в 1561 году Яном Леополотой (Библия Леополиты). Приблизительно в то же время был опубликован первый польский орфографический словарь (Станислав Мужиновски, 1551). Учебники грамматики и словари также получили распространение. Польский ренессанс был двуязычным: речь шляхты была смесью польского и латыни, и различные авторы колебались между польским, латинским, и их смесью (Макаронизм).